# Chris Eigeman
Christopher Eigeman, detto Chris (Denver, 1º marzo 1965), è un attore statunitense.

## Biografia
Eigeman ha lavorato in diversi lavori cinematografici di Whit Stillman durante gli anni novanta tra cui Metropolitan e Barcelona, ma ha ottenuto popolarità principalmente grazie alle serie televisive come Malcolm e  Una mamma per amica (dove ha interpretato il personaggio di Jason Stiles). Nel 2007 ha diretto, sceneggiato e interpretato il film Turn the River.

## Vita privata
Dal 1993 è sposato con Linda, reporter e produttrice; la coppia ha un figlio, nato nel 2008.

## Filmografia

### Cinema
- Metropolitan, regia di Whit Stillman (1990)
- The Obit Writer, regia di Brian Cox - cortometraggio (1993)
- Barcelona, regia di Whit Stillman (1994)
- Scalciando e strillando (Kicking and Screaming), regia di Noah Baumbach (1995)
- Highball, regia di Noah Baumbach (1997)
- The Next Step, regia di Christian Faber (1997)
- Mister Jealousy, regia di Noah Baumbach (1997)
- The Last Days of Disco, regia di Whit Stillman (1998)
- The Next Big Thing, regia di P.J. Posner (2001)
- The Perfect You, regia di Matthew Miller (2002)
- Un amore a 5 stelle (Maid in Manhattan), regia di Wayne Wang (2002)
- 7 Songs, regia di Noah Stern (2003)
- Clipping Adam, regia di Michael Picchiottino (2004)
- Amore e altri enigmi (The Treatment), regia di Oren Rudavsky (2006)
- Turn the River, regia di Chris Eigeman (2007)
- La frode (Arbitrage), regia di Nicholas Jarecki (2012)

### Televisione
- Red Dwarf, regia di Jeffrey Melman - film TV (1992)
- Homicide (Homicide, Life on the Street) - serie TV, episodi 5x07 (1996)
- Oltre i limiti (The Outer Limits) - serie TV, episodio 5x15 (1999)
- It's Like, You Know... - serie TV, 23 episodi (1999-2001)
- Malcolm (Malcolm in the Middle) - serie TV, 8 episodi (2001-2005)
- The Gene Pool, regia di Pamela Fryman - film TV (2001)
- Path to War, regia di John Frankenheimer - film TV (2002)
- Una mamma per amica (Gilmore Girls) - serie TV, 13 episodi (2003-2004) - Jason Stiles
- Fringe - serie TV, episodio 1x06 (2008)
- CSI: Miami - serie TV, episodio 8x09 (2009)

## Doppiatori italiani
Nelle versioni in italiano delle opere in cui ha recitato, Chris Eigemann è stato doppiato da:
- Massimo Rossi in The Last Days of Disco, La frode
- Massimo De Ambrosis in Malcolm, La fantastica Signora Maisel
- Riccardo Rossi in Scalciando e strillando
- Antonio Sanna in Un amore a 5 stelle
- Fabrizio Pucci in Una mamma per amica
- Roberto Chevalier in Fringe
- Sergio Lucchetti in CSI: Miami
- Gianluca Machelli in Billions